# 中村時廣
中村時廣（日语：／ Nakamura Tokihiro ?，1960年1月25日—），是日本政治人物，第17-20任愛媛縣縣知事。

## 選舉
2010年9月，任期僅剩兩個月的愛媛縣知事加戶辭職。與此同時，身為松山市市長的中村宣布參加縣知事選舉，並於10月21日向松山市議會議長遞交了辭呈。他還被松山市議會的一個派系松山維新黨推薦。在11月28日的愛媛知事和松山市長的雙重選舉中，中村在知事選舉中獲勝，中村支持的野志在市長選舉中獲勝，這使得中村一口氣控制了愛媛縣政府和松山市政府。
2012年9月2日，以他為代表開辦政治補習班“愛媛志工學校”。在2014年11月的都道府縣知事選舉中，在自民黨和民主黨都道府聯合會的推薦和眾人之黨和社會民主黨地方組織的支持下，再次當選為都道府縣知事。在2018年都道府縣知事選舉中，擊敗兩名新候選人，贏得第三場選舉，獲得自民黨、立憲民主黨、國民民主黨、公明黨、社民黨等都道府縣組織的推薦和支持。
在2022年11月20日舉行的選舉中，他以90.3%的壓倒性優勢贏得了4次選舉。